# Guaraniella bracata
Guaraniella bracata är en spindelart som beskrevs av Léon Baert 1984. Guaraniella bracata ingår i släktet Guaraniella och familjen klotspindlar. Inga underarter finns listade i Catalogue of Life.